# Bucking Broncho (film 1894)
Bucking Broncho – amerykański niemy film fabularny z 1894 roku w reżyserii Williama K.L. Dicksona. Przedstawia on demonstrację profesjonalnej jazdy konnej przez kowboja Lee Martina przed tłumem widzów.